# Hailakandi
Hailakandi (Bengalisch und Assamesisch: হাইলাকান্দি Hāilākāndi [ˈhailakan̪d̪i]) ist eine Stadt im indischen Bundesstaat Assam. Sie ist Verwaltungssitz des Distrikts Hailakandi. Die Einwohnerzahl beträgt 33.637 (Volkszählung 2011).
Hailakandi liegt im Barak-Tal im Süden Assams rund 30 Kilometer südwestlich von Silchar. Östlich an der Stadt vorbei fließt der Fluss Dhaleshwari, ein Nebenfluss des Barak. Das Barak-Tal ist zu drei Seiten von Bergen umgeben und somit weitgehend vom restlichen Assam isoliert. Historisch und kulturell bestehen hingegen enge Verbindungen nach Ostbengalen (das heutige Bangladesch). So ist die Mehrheitssprache nicht das Assamesische, die Amtssprache Assams, sondern das Bengalische.